# Ligurische Alpen

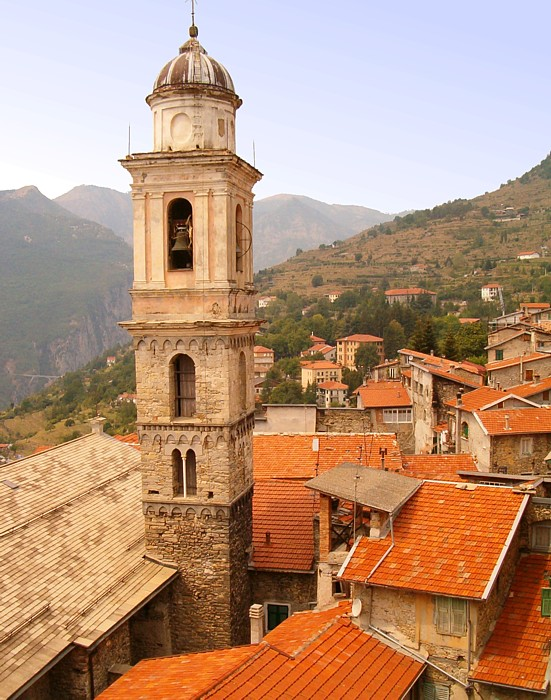
Triora

De Ligurische Alpen, Italiaans: Alpi Liguri, zijn voor het grootste deel de Alpen in Ligurië in Italië, maar ook voor een deel de Alpen in Piëmont in Italië en de Alpes-Maritimes in Frankrijk. De hoogste berg in het gebied is de Punta Marguareis 2650 m. Er ligt een groot natuurpark, het Parco Regionale Alta Valle Pesio e Tanaro, in de Ligurische Alpen. 
Het gebergte wordt in het westen door de Tendapas en het dal van de Roia gescheiden van de Zee-Alpen. De Ligurische Alpen zijn beduidend lager dan de Zee-Alpen. De Cadibonapas is in het oosten de grens tussen de Alpen en de Apennijnen.
De belangrijkste rivier in het gebied is de Tanaro waardoor het water in het noorden van de Ligurische Alpen naar de Po stroomt. In het zuiden  stroomt het water door kleinere rivieren direct naar de Middellandse Zee.
De belangrijkste toeristische centra in het gebied zijn Dolceacqua en Triora in Ligurië en Ormea in Piëmont.

## Bergtoppen
| hoogte in meter | naam                |
| --------------- | ------------------- |
| 2650            | Punta Marguareis    |
| 2630            | Monte Mongioie      |
| 2481            | Monte Betrand       |
| 2476            | Pizzo d'Ormea       |
| 2386            | Testa Ciaudon       |
| 2382            | Monte Mondole       |
| 2300            | Cima di Becco       |
| 2200            | Monte Saccarello    |
| 2040            | Monte Pietravecchia |

## Bergpassen
| naam               | hoogte | van             | naar          | wegdek                   |
| ------------------ | ------ | --------------- | ------------- | ------------------------ |
| Tendapas           | 1871 m | Limone Piemonte | Tende         | asfalt, zijde van Limone |
| Colle di Garezzo   | 1801   | Mendatica       | Triora        | steenslag                |
| Colle di Langan    | 1174   | Pigna           | Triora        | asfalt                   |
| Colle di Melogno   | 1028   | Ceva            | Finale Ligure | asfalt                   |
| Colle San Bernardo | 957    | Albenga         | Garessio      | asfalt                   |
| Colle di Nava      | 934    | Imperia         | Ormea         | asfalt                   |
| Colle di Cadibona  | 2111   | Savona          | Ceva          | asfalt                   |